# Bierlast
Die Bierlast war ein Volumenmaß  im damaligen Herzogtum Sachsen-Coburg–Gotha. Dem Namen entsprechend war das Maß dem Bier vorbehalten.
Diese Last wurde zu 12 Tonnen mit je 24 Stübchen und 2 Kannen je Stübchen gerechnet.
- 1 Bierlast= 288 Stübchen = 576 Kannen
- 1 Bierlast = 49,248 7/10 Pariser Kubikzoll = 975 3/25 Litre